# Marie Malavoy
Pour les articles homonymes, voir Malavoy.
Marie Malavoy (née le 23 mars 1948 à Berlin) est une professeure et femme politique québécoise. Elle a été députée de Sherbrooke à l'Assemblée nationale du Québec de 1994 à 1998, présidente du Parti québécois de 2000 à 2005 et députée de Taillon de 2006 à 2014. De septembre 2012 à avril 2014, elle a été ministre de l'Éducation, du Loisir et du Sport du Québec.
Le 6 mars 2014, soit le lendemain du déclenchement de l'élection générale québécoise de 2014, Malavoy annonce qu'elle quitte la vie politique.

## Biographie
Elle complète ses études en service social en 1975 à l'Université de Montréal, obtenant une maîtrise. De 1977 à 1983, elle est professeure au département de service social de l'Université de Sherbrooke, puis secrétaire (1983-1985), vice-doyenne (1985-1987) et doyenne (1988-1992) de la faculté des lettres et sciences humaines de l'Université de Sherbrooke.
Lors de l'élection générale québécoise de 1994, elle est élue députée de Sherbrooke et devient, le 26 septembre 1994, ministre de la Culture et des Communications et ministre responsable de l'application de la Charte de la langue française dans le gouvernement Jacques Parizeau. Elle démissionne de son poste de ministre le 25 novembre 1994, avouant avoir voté avant d'avoir obtenu la citoyenneté canadienne. Elle reste toutefois députée. Elle tente un retour contre Jean Charest en 1998 et 2003 mais elle est défaite.
De 1999 à 2006, elle revient à sa carrière dans l'enseignement comme professeure titulaire au département de service social de l'Université de Sherbrooke. De 2000 à 2005, elle est la présidente du Parti québécois. Monique Richard lui succède. Elle a appuyé Pauline Marois lors de l'élection à la direction du Parti québécois de 2005.
Elle est récipiendaire, en 2005, de la Médaille de l'Assemblée nationale.
Le 14 août 2006, Marie Malavoy est élue députée de la circonscription de Taillon et succède ainsi à Pauline Marois. Elle y est réélue lors de l'élection générale de 2007 et lors de celle de 2008. Elle a été porte-parole de l'opposition officielle en matière d'enseignement supérieur du 9 janvier 2009 au 1er août 2012.
Le 19 septembre 2012, elle est nommée ministre de l'Éducation, du Loisir et du Sport et ministre responsable de la région de la Montérégie dans le gouvernement Pauline Marois.
Le jeudi 6 mars 2014, elle annonce sa décision de quitter la vie politique, en conférence de presse. Elle indique avoir pris sa décision la veille, afin de permettre au Parti québécois de présenter une candidate de grande qualité dans la circonscription, lors des élections prévue le 7 avril.

## Vie après la politique
Marie Malavoy s'implique au sein du Cercle des ex-parlementaires de l'Assemblée nationale du Québec en tant que présidente du comité des femmes. Son comité commande une étude sur le départ volontaire des femmes de la politique après la vague de départs observée en 2022. Alexandre Dumas, historien, effectue des entrevues avec 21 femmes parties entre 2018 et 2022. Il ressort de cette étude que les femmes quittent la politique en plus grande proportion que les hommes parce qu'elles se sentent sous-utilisées dans leur rôle de députée.  